# NGC 5307
NGC 5307 (другие обозначения — PK 312+10.1, ESO 221-PN11, AM 1347-505) — планетарная туманность в созвездии Центавр.
Этот объект входит в число перечисленных в оригинальной редакции «Нового общего каталога».